# Tecocomulco-tó
A Tecocomulco-tó a mexikói Hidalgo szövetségi állam egyik tava.

## Leírás
A tó Mexikó és Hidalgo állam középpontjától is délkeletre található egy nagy kiterjedésű medencében Tepeapulco község területén. Ciudad Sahagún irányából közelíthető meg legkönnyebben, ahonnan a 43-as állami úton kell elindulni északkeletre, majd egy elágazáson lehet eljutni a tóhoz.
Bár teljes vízfelülete 16 km², a nyílt víztükör ennek csak mintegy felét teszi ki, a maradék vízinövényekkel sűrűn benőtt terület. Jellegzetesek a Schoenoplectus acutus nevű palkafélék alkotta szigetek (amelyek között csónakkal járható csatornákat is vágtak), ahol a sűrű növényzetben a Kanadából télen érkező kacsák fészkelnek.
A környéken már mintegy 10 000 éve jelen van az ember, a spanyol gyarmatosítás előtt csicsimékek éltek itt. Az első európai, aki leírást készített a vidékről és többek között a Tecocomulco-tóról is, Bernardino de Sahagún ferences hittérítő volt a 16. században.
A tó térségében rendezik meg minden évben a több évtizedes hagyománnyal bíró kulturális (többek között gasztronómiai és népi jellegű) tecocomulco-tavi fesztivált. Ennek egyik fontos eseménye, amikor egy ősi indián vízszertartást mutatnak be, amelynek során csónakosok a vízbe dobnak valamiféle „adományt” a tó számára. A rendezvényekben a térség több mint 20 vendéglátóhelye is részt vesz.
Jelentős probléma ugyanakkor a környékről érkező szennyvizeknek a tóba történő vezetése.

## Képek

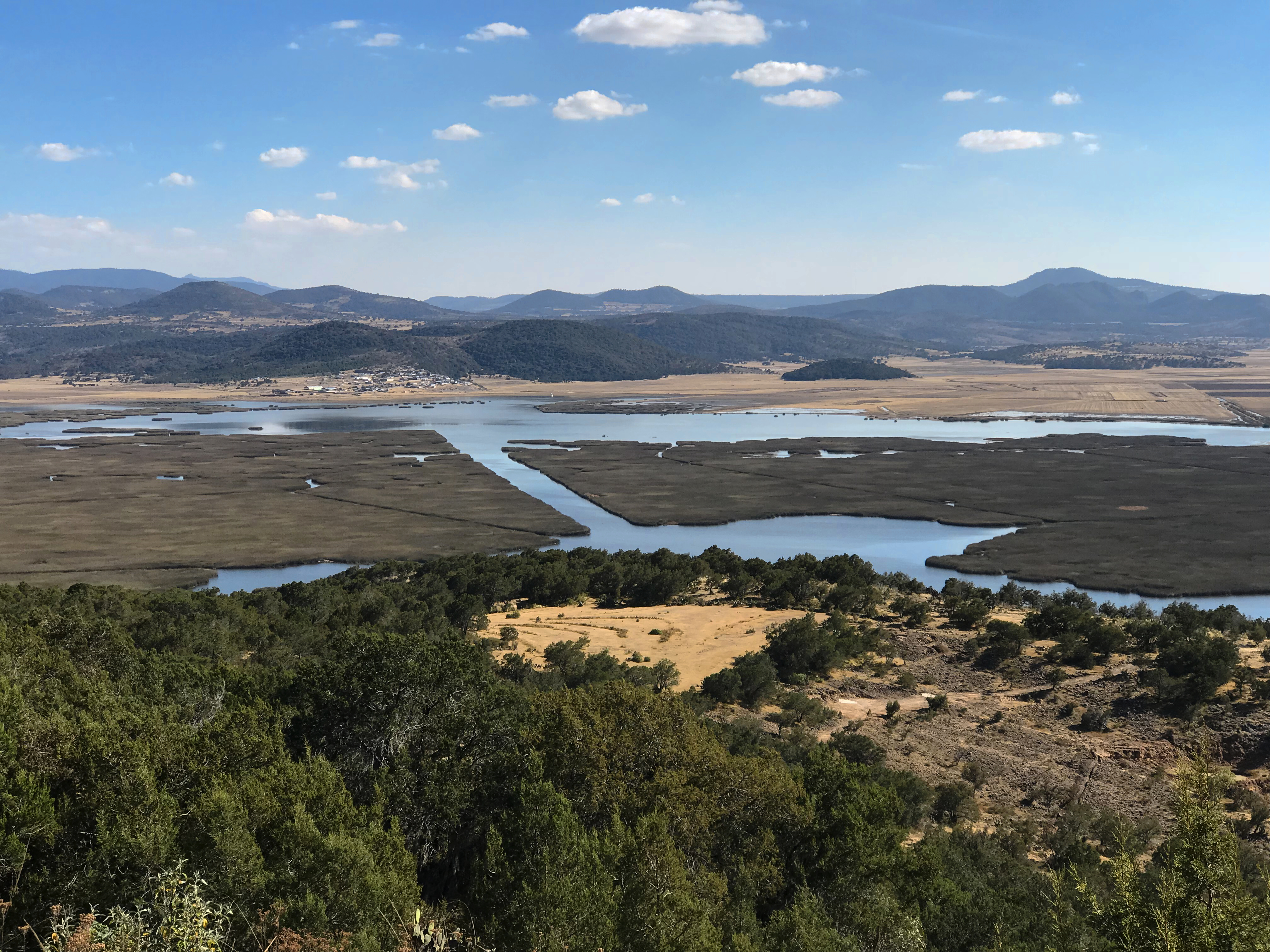
Magasról nézve
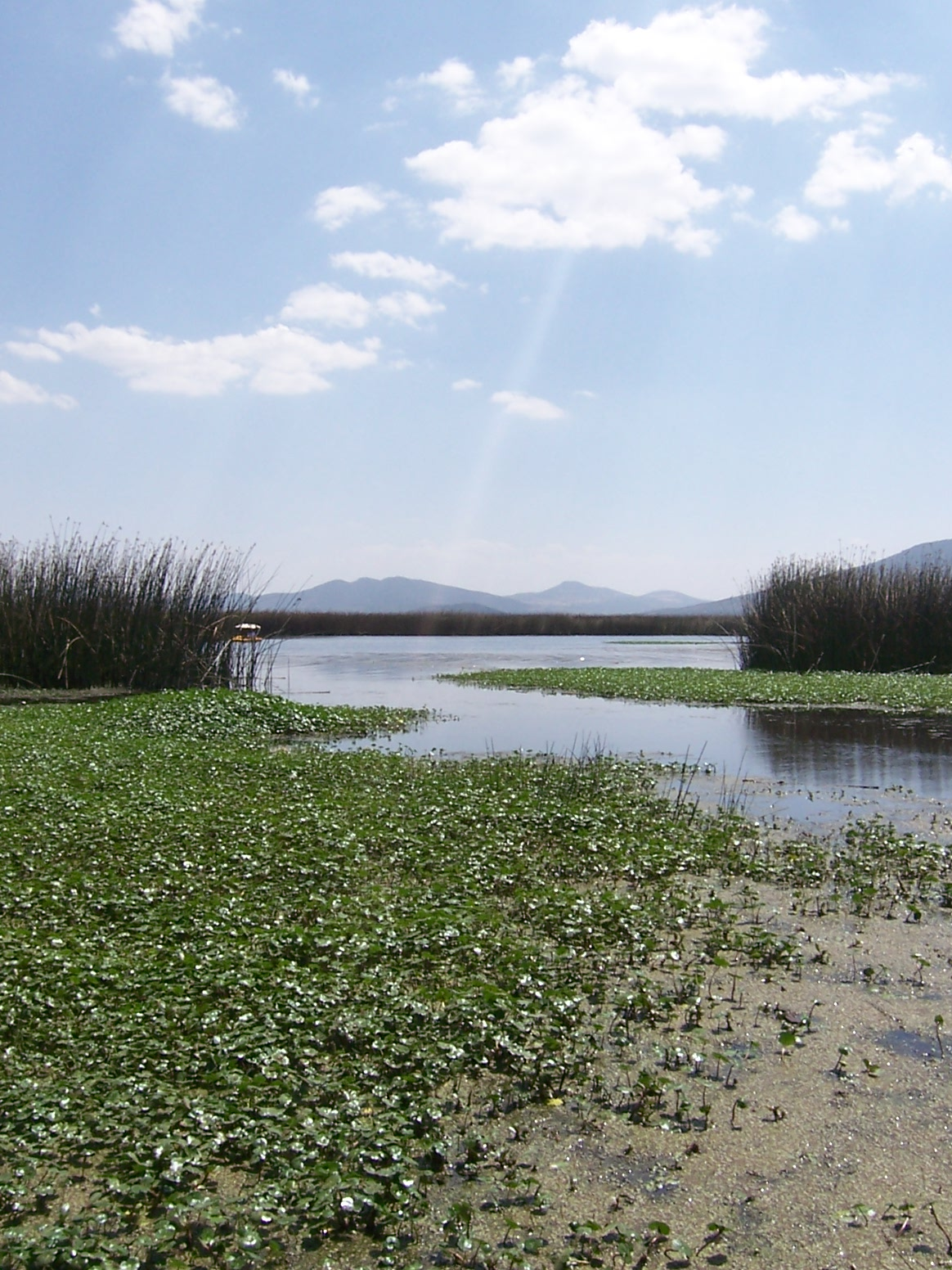
Vízinövényekkel benőtt rész
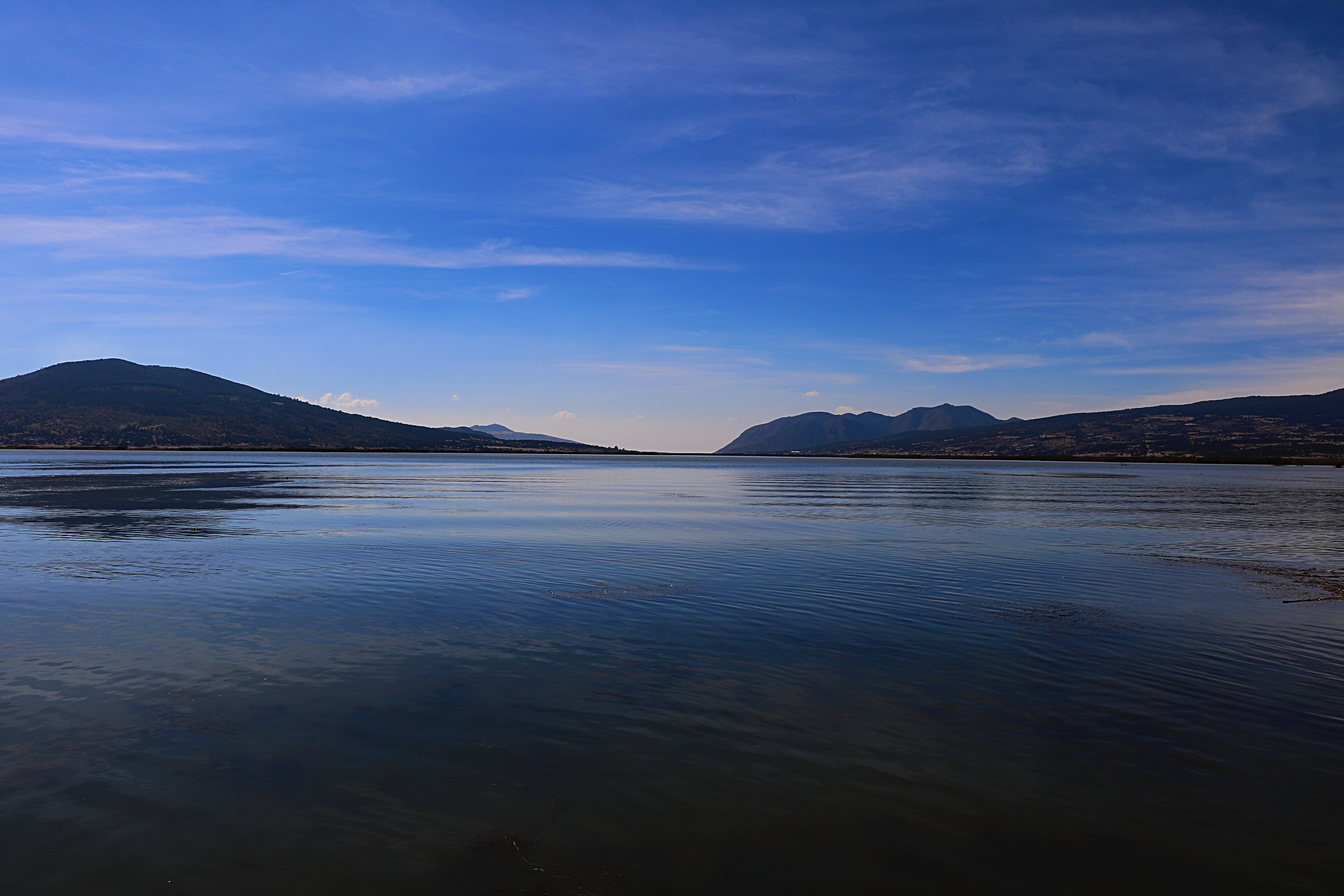
Víztükör
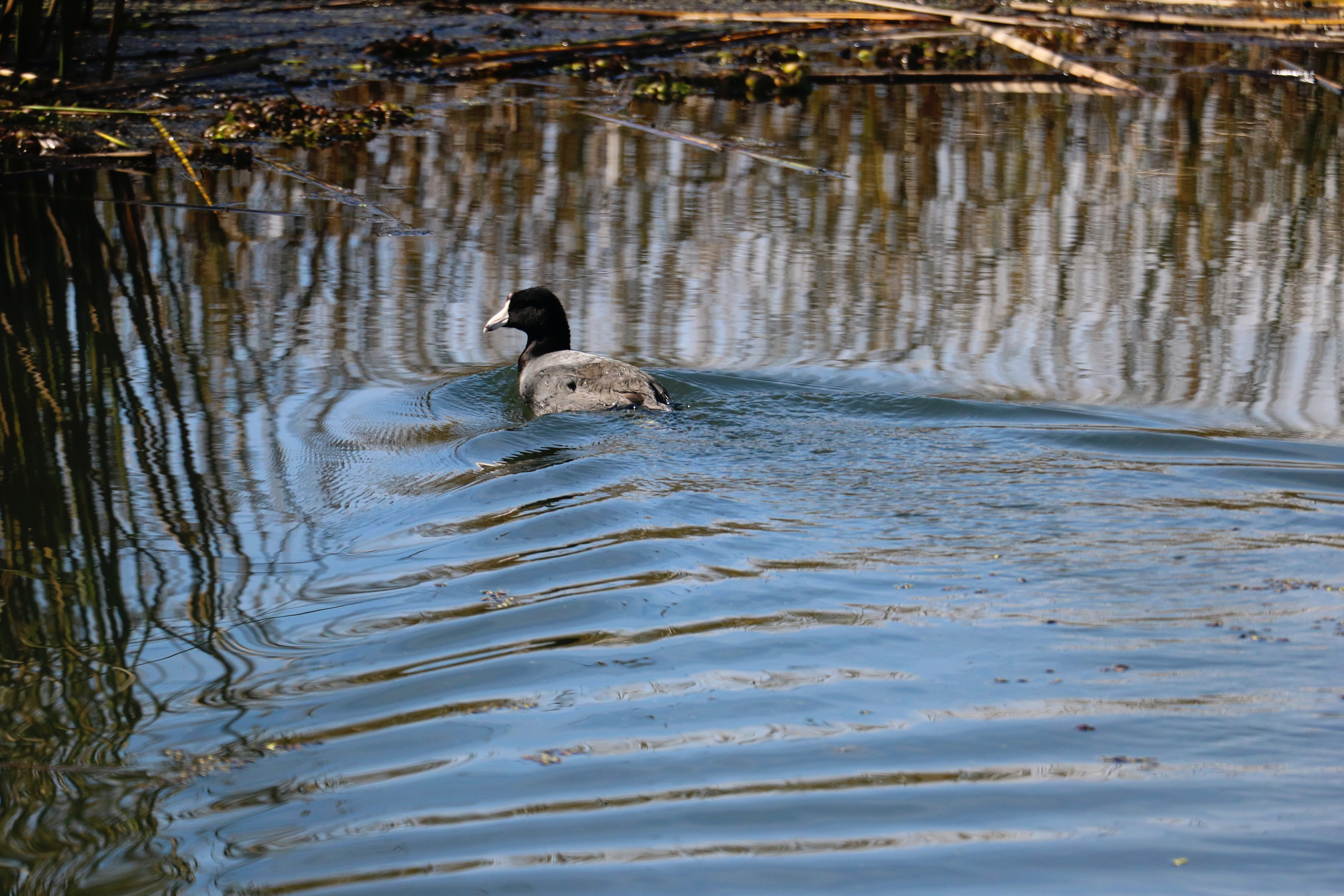
Vízimadár a tavon